# Östlig gråekorre

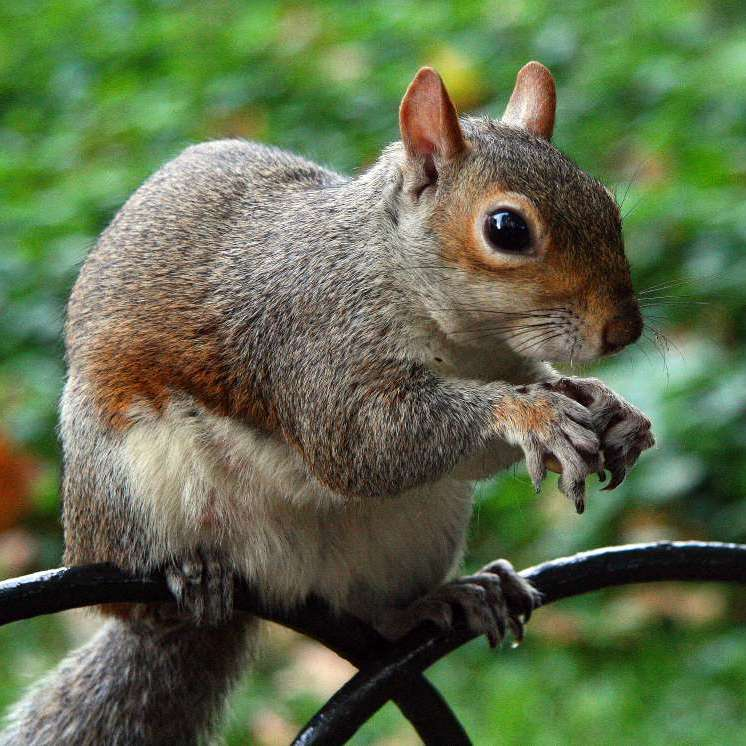
En europeisk gråekorre (St James's Park, London)

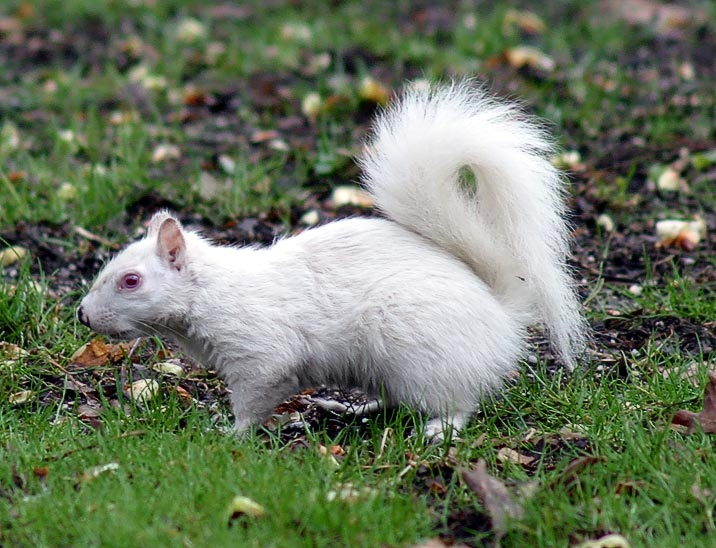
En albininistisk gråekorre (Minnesota)

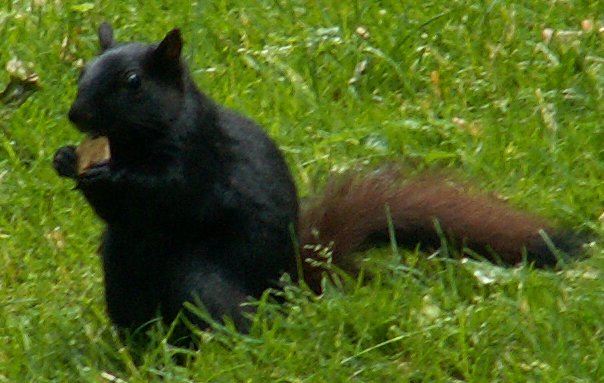
En melaninistisk gråekorre (Ontario, Kanada)

Östlig gråekorre (Sciurus carolinensis) är en trädlevande gnagare med yvig svans.

## Beskrivning
Den grå ekorren är en stor ekorre med en kroppslängd på 23 till 30 cm, en svanslängd mellan 19,5 och 25 cm samt en vikt mellan 350 och 800 g. Pälsen är grå, ibland med inslag av svart, och vitaktig på buken. Honor och hanar är lika. Melanistiska individer är vanliga i norra delen av dess utbredningsområde, medan albinism förekommer sällsynt.
Ovansidans päls är under de varma månaderna oftast gråbrun till gulbrun och den byts före vintern till en silvergrå päls. Dessutom är några glest fördelade längre och svarta hår inblandade. Ibland förekommer en rödaktig strimma där ovansidans och undersidans päls möts. Grå ekorre har under vintern små vita eller gula tofsar på öronens topp. Håren på den yviga svansen är betydligt längre (30 till 40 mm, sällan 45 mm) än på kroppen (10 till 15 mm).

## Utbredning
Den grå ekorren hör ursprungligen hemma i Nordamerika från södra Kanada till östra USA. Har införts till Storbritannien (i omgångar mellan 1876 och 1929), Irland (1913), Italien, Sydafrika (1890-talet) samt Australien, där den emellertid senare åter har utrotats.
I England har gråekorren trängt undan den inhemska europeiska ekorren från de områden den förra koloniserat. Orsaken är osäker; The American Society of Mammalogists anser att födokonkurrens inte är enda anledningen. Från England vandrade den grå ekorren mot Wales och centrala Skottland.

## Ekologi
Den grå ekorren förekommer i alla typer av skogar, och har även koloniserat städernas parker. Den klättrar bra, men är mer markbunden än den europeiska ekorren. Arten är tämligen sällskaplig: under sommaren kan flera individer av olika kön och ålder dela bo i något trädhål; under vintern lever de ofta i flockar. Båda könen håller revir, som varierar i storlek mellan 0,5 och 20 ha (dock vanligen mindre än 5 ha). Hanarnas revir är i medeltal 1,2 gånger så stort som honornas. Lämpliga trädhål är torra och 40 till 50 cm långa. Dessutom används bon som byggs av blad och kvistar. Nästet är klotrunt och har en diameter av 30 till 60 cm. Under den kalla årstiden stannar ekorren längre perioder i boet. Hos populationer som lever i nordliga trakter kan grå ekorre tidvis inta ett stelt tillstånd (torpor).
Grå ekorre har flera olika naturliga fiender. Enligt en studie från 1994 dör varje år 42 till 57 % av de vuxna djuren. Dödligheten har däremot ingen påverkan på beståndet.

### Föda
Arten lever framför allt på olika slags frön och nötter som hickory, ekollon, bokollon, hasselnötter, pekannötter och valnötter, men också på knoppar, blommor, olika frukter som körsbär, mullbär och bäralm (Celtis), svamp samt animalisk föda som insekter och fågelägg. Den kan också äta odlad föda som vete och majs.
Liksom flera andra ekorrar skapar arten gömmor genom att placera nötter eller ekollon tätt under markytan. De hittas åter med hjälp av lukten.

### Fortplantning
Honan kan bli könsmogen så tidigt som vid 5½ månader, vanligen dröjer det dock till över 15 månaders ålder. Hanen kan bli könsmogen vid 10 till 11 månaders ålder, men unghanar som lever tillsammans med äldre individer av samma kön blir i regel inte sexuellt mogna förrän omkring 2 års ålder. Den grå ekorren får i regel två kullar om året; i mellersta USA infaller parningsperioderna  regel i december till februari och i maj till juni. Längre norrut inträffar de i regel senare. Flera parningsvilliga hanar följer varje hona, som vanligtvis parar sig med flera hanar. Hanen bestiger honan bakifrån; själva kopulationen varar högst 30 sekunder. Honan är dräktig i omkring 44 dygn, och kullen omfattar i regel 2 till 4 ungar. Kullstorleken är beroende av tillgången på föda. Ungarna blir avvanda efter 7 till 10 veckor och är fullvuxna efter 8 till 9 månader. Dödligheten hos ungarna är mycket stor; endast 25% uppnådde ett års ålder i en undersökning i North Carolina. Senare minskar dödligheten; i fångenskap kan ekorren bli över 20 år gammal.
I Sydafrika har arten anpassat sitt fortplantningssätt till årstiderna på södra halvklotet. Honorna får en kull under våren (augusti till november) och en under sommaren (december till februari).